# كلارنس لارسون
كلارنس لارسون (بالإنجليزية: Clarence Larson)‏ هو كيميائي أمريكي، ولد في 20 سبتمبر 1909 في  في الولايات المتحدة، وتوفي في 15 فبراير 1999 في بيثيسدا في الولايات المتحدة.